# Sega Rally 2
Sega Rally 2 è un videogioco di guida pubblicato nel 1998 per arcade e nel 1999 per Dreamcast e Microsoft Windows.

## Auto disponibili
Auto selezionabili (Arcade):
- Mitsubishi Lancer Evolution V
- Subaru Impreza WRC 98
- Toyota Corolla WRC 98
- Ford Escort WRC
- Peugeot 306 Maxi
- Lancia Stratos HF
- Lancia Delta HF Integrale
- Toyota Celica GT-Four ST205

Auto selezionabili (Extra):
- Renault Maxi Mégane
- Subaru Impreza 555
- Mitsubishi Lancer Evolution IV
- Toyota Celica GT-Four ST185
- Mitsubishi Lancer Evolution III
- Peugeot 106 Maxi
- Lancia Delta Integrale 16V
- Fiat 131 Abarth
- Peugeot 205 Turbo 16 E2
- Alpine-Renault A110
- Lancia 037 Rally